# Elemi ösztön
Az Elemi ösztön (eredeti címe: Basic Instinct) 1992-ben bemutatott amerikai erotikus filmthriller, melyet Joe Eszterhas forgatókönyvéből Paul Verhoeven rendezett. A főbb szerepekben  Sharon Stone, Michael Douglas, Jeanne Tripplehorn és George Dzundza látható.
A filmben Nick Curran (Douglas) rendőrnyomozó egy gazdag rocksztár brutális meggyilkolása ügyében nyomoz. A nyomozás közben intenzív kapcsolatba keveredik az első számú gyanúsítottal, Catherine Tramell-lel (Stone).
A film már megjelenése előtt nagy visszhangot váltott ki az erőszak és a szexuális aktusok ábrázolása miatt. A film ellen tiltakoztak a melegek jogait védő szervezetek is, mivel a filmben Stone egy biszexuális, antiszociális nőt játszik. A tiltakozások és botrányok ellenére az Elemi ösztön az 1990-es évek egyik legsikeresebb amerikai filmje volt (amibe nyilvánvalóan a botrányok is közrejátszottak), megjelenése után összesen 352 millió dollár bevételt generált. Miután bemutatták a mozikban, számos változata jelent meg videókazettán, DVD-n és Blu-ray lemezen is, többek között egy rendezői verzió, amely Észak-Amerikában be nem mutatott részeket is tartalmazott. 2006-ban jelent meg a folytatás, az Elemi ösztön 2., amit a kritikusok lehúztak és pénzügyileg is bukás volt.
A szex csak előjáték... A csúcspont a halál

## Cselekmény
A film Nick Curran (Michael Douglas) San Franciscoi nyomozó történetét meséli el, aki viharos kapcsolatban él Beth Garnerrel (Jeanne Tripplehorn). Curran egy gazdag, kiöregedett rocksztár – Johnny Boz – halála ügyében nyomoz, akit szexuális aktus közben brutálisan leszúrtak. Az egyetlen nyom a dúsgazdag és manipulatív regényírónő, Catherine Tramell (Sharon Stone), akit együtt láttak az áldozattal halála éjszakáján.
Curran és társa, Gus Moran (George Dzundza) meglátogatják Tramell lakhelyét, de ott csak leszbikus szeretőjét, Roxyt találják, aki Trammel ártatlanságát hangoztatja. Curran és Moran később egy tengerparti villában bukkannak Tramell nyomára, aki az erkélyen napozik és azt állítja, hogy "hiányozni fog neki a dugás vele", miután értesül Boz haláláról.
Curran és Moran kiderítik, hogy Tramell egyik regénye egy rocksztárról szól, akit szintén  szex közben öltek meg egy jégvágóval. Miután ismét felkeresik Tramellt, a nő beleegyezik abba, hogy kihallgassák, miközben hazugságvizsgálót kötnek rá. A jelenetben Tramell széttárja lábát és felfedi, hogy nincs rajta bugyi, ami felkelti a kihallgatók, különösen Curran figyelmét. Aznap este Curran összetűzésbe kerül kollégáival, majd elmegy Beth lakására, ahol viharos közösülésre kerül sor közöttük – Beth szinte nem is akarja, míg Curran egyértelműen a kihallgatáson látottakra gondol, miközben a nőre erőszakolja magát.
A cselekmény előrehaladtával a nyomozók többször is vakvágányra futnak, általában Tramell cselszövése következtében. Viharos szexuális kapcsolat alakul ki Tramell és Curran között, és a nő szexuális vonzerejét is felhasználja, hogy tévútra vezesse a rendőrt, vagy elhallgasson előle valamit. Curran egyik kollégáját, Nielsen nyomozót is megölik és Curran lesz az első számú gyanúsított, mivel egyszer már összekülönböztek. Roxy is meghal, miután Curran autójával végigüldözi San Francisco utcáin. A lány halála az egyetlen alkalom, amely érzelmileg közel hozza Currant és Tramellt. Egyre több és több gyanúsított kerül elő, a legtöbbet Tramell veti fel, egy időben Betht is gyilkossággal gyanúsítják, miután Morant megölik és a helyszínen egy szőke parókát és egy jégvágót találnak, illetve Curran találkozik Bethszel az épületben. Amikor Beth a zsebébe nyúl, Curran lelövi, mert azt hiszi, hogy fegyvert akar rántani – de Beth csak a kulcsait akarta elővenni. A film úgy ér véget, hogy Curran és Tramell szeretkeznek, majd a nő az ágy alá nyúl, de visszahúzza kezét. A kamera lassan lefelé mozdul és felfedi, hogy az ágy alatt egy jégvágó lapul.

## Szereplők
| Szereplő              | Színész            | Magyar hang      |
| --------------------- | ------------------ | ---------------- |
| Nick Curran nyomozó   | Michael Douglas    | Dörner György    |
| Catherine Tramell     | Sharon Stone       | Básti Juli       |
| Gus Moran             | George Dzundza     | Vajda László     |
| Dr. Beth Garner       | Jeanne Tripplehorn | Tóth Enikő       |
| Philip Walker hadnagy | Denis Arndt        | Szersén Gyula    |
| Roxy                  | Leilani Sarelle    | Prókai Annamária |
| Andrews               | Bruce A. Young     | Jakab Csaba      |
| Talcott kapitány      | Chelcie Ross       | Szokolay Ottó    |
| Hazel Dobkins         | Dorothy Malone     | Gyimesi Pálma    |
| John Correli          | Wayne Knight       | Maros Gábor      |
| Marty Nilsen hadnagy  | Daniel von Bargen  | Gruber Hugó      |
| Dr. Lamott            | Stephen Tobolowsky | Varga T. József  |
| Harrigan              | Benjamin Mouton    | Csonka András    |
| Seriff                | Jack McGee         | Dengyel Iván     |
| 1. belügyi nyomozó    | Stephen Rowe       | Cs. Németh Lajos |
| 2. belügyi nyomozó    | Mitch Pileggi      | Barbinek Péter   |

## Háttér
Joe Esterhas az 1980-as években írta a forgatókönyvet, amely olyan sikeresnek ígérkezett, hogy a hollywoodi stúdiók egymást licitálták felül a jogok megszerzéséért. Végül a Carolco Pictures szerezte meg, akik állítólag 3 millió dollárt fizettek érte. Esterhas, aki 13 nap alatt írta meg a forgatókönyv első változatát, összekülönbözött a rendezővel és kiszállt a forgatásból. Helyét Gary Goldman vette át, aki korábban az Total Recall – Az emlékmás című film forgatókönyvén dolgozott. Goldman, elsősorban Douglas kérésére, számos új jelenetet írt, amelyekben Douglas karaktere kevésbé sérülékenynek és önpusztítónak tűnt fel. Ekkor azonban Verhoeven rájött, hogy a változások miatt a film nem lesz olyan jó és nyilvánosan bocsánatot kellett kérnie Esterhastól. Később Esterhas akarta megváltoztatni a forgatókönyvet, hogy kiengesztelje a meleg szervezeteket, de Verhoeven ezt kategorikusan visszautasította. A forgatókönyv öt hónapi módosítgatása után Verhoeven elővette az eredeti változatot és azt forgatta le.
A film eredeti címe Love Hurts lett volna, amit később változtattak csak Basic Instinctre. A filmet Amerikában a Tri-Star Pictures stúdió adta ki. A film forgatása kb. 49 millió dollárba került. Douglas eredetileg Kim Basinger-t javasolta női főszereplőnek, de Basinger elutasította a felkérést. Greta Scacchi és Meg Ryan ugyancsak visszautasították a szerepet, akárcsak Michelle Pfeiffer, Geena Davis, Kathleen Turner, Ellen Barkin és Mariel Hemingway (Ernest Hemingway unokája). Stone, aki végül kiválasztottak Catherine Tramell szerepére, akkor még aránylag ismeretlen, kezdő színésznő volt és gázsija ennek megfelelően csak alig 500 000 dollár volt.
A forgatás 1991. április 5-én kezdődött és szeptember 10-éig tartott. A helyszín San Francisco volt, ahol az amerikai homoszexuális és leszbikus közösség képviselői rendszeresen tüntettek a film ellen, és a San Franciscó-i rendőrségnek minden forgatási helyszínt biztosítani kellett.
Verhoeven eredetileg egy leszbikus szerelmi jelenetet is le akart forgatni, de Esterhas ellenállt, mivel szerinte semmi értelme nem lett volna, semmit nem adott volna a cselekményhez. Verhoevennek végül bocsánatot kellett kérnie[forrás?] és elállni a tervétől. Az Elemi ösztön  sikere után Eszterhas és Verhoeven újra összeállt és leforgatták a Showgirls című filmet, amely azonban – a szexjelenetek ellenére is – nagy bukás volt.

## Bemutató
A különböző piacok igényeinek megfelelően a filmből többféle változat készült. A vágatlan rendezői változat (amit az USA-ban nem mutattak be) 1992-ben jelent meg VHS-en és lézerlemezen. A népszerűségnek és a sok videókölcsönzésnek köszönhetően ez a film az elsők között volt azok között, melyeket DVD-n is kiadtak. 2003-ban megjelent egy „speciális változat”,  2006 januárjában még egy, javított képpel és 2007-ben UMD-n is kiadták.
Az amerikai MPAA szövetség eredetileg az NC-17 besorolást akarta a filmnek adni a meztelenség, a szexualitás és az erőszak ábrázolása miatt, különösen a kihallgatási jelenet miatt, amikor Stone széttárta a lábát és a nézők bepillantást nyertek szoknyája alá.
Miután a legvitatottabb részeket (összesen 42 másodpercet) kivágták az Amerikában bemutatott verzióból, a film végül "R" besorolást kapott, míg a világ többi részén a vágatlan verziót mutatták be. Később a vágatlan, majd a hosszabb, rendezői verzió jelent meg VHS-en, lézerlemezen és DVD-n. Stone egy interjúban arról panaszkodott, hogy az amerikai cenzorok elnézőbbek az erőszakos, mint a szexuális jelenetekkel szemben.

## Fogadtatás

### Bevételi adatok
A film már megjelenésekor nagy sikert aratott, 1992 egyik legnagyobb kasszasikere lett; Világszerte kb. 353 millió dollár bevételt hozott. Eszterhas 3 millió dollárt kapott a forgatókönyvért, így ez rekord lett, mert senkinek nem fizettek még ennyit forgatókönyvírásért. 

### Kritikai visszhang
A film kritikai fogadtatása vegyes volt. Los Angelesben telt ház előtt mutatták be, a New York Times pedig igen kedvező kritikát közölt. A Rolling Stone Magazine filmkritikusa is dicsérte a filmet, amely szerinte a bűnös gyönyörök kielégítésén alapult és kiemelte Verhoeven rendezői munkáját és Stone alakítását.
A The Chicago Sun Times filmkritikusa, Roger Ebert lett az Elemi ösztön legnagyobb bírálója, mivel szerinte az elég jó film az utolsó fél órában ellaposodik és egy keresztrejtvényhez hasonlította, ami addig érdekes, amíg ki nem töltik – utána csak egy értéktelen fecni.
A film nemzetközi fogadtatása is nagyjából kedvező volt, és a kritikusok kiemelték az erőteljes nő alakját Stone alakításában. A UK Critic Magazine kritikusa, Ian Waldron szintén dicsérte: "Nem lehetne abbanhagyni a szőrszálhasogatást és beismerni, hogy egy modern klasszikussal van dolgunk?". Mások szerint a filmben vannak teljesen buta mozzanatok, amelyek ellenére igen emlékezetes az egész.

### Díjak és jelölések
A közönségsiker mellett a szakmában is elismerték a filmet, két Oscar-díjat és két Golden Globe jelölést kapott. A filmzene szerzőjét, Jerry Goldsmitht mindkét díjra,  Frank Urisote-t a vágásért Oscar-díjra, Sharon Stone-t pedig a legjobb színésznőnek járó Golden Globera jelölték.

### Vitatott jelenetek
A film jelentős felháborodást váltott ki a homoszexuálisok és a leszbikusok körében, mivel véleményük szerint hátrányosan, sztereotipikusan ábrázolta a filmben megjelenő leszbikus (Roxy) és biszexuális (Tramell) szereplőket. Számos tüntetést rendeztek, a forgatás alatt, és a bemutató estéjén is.  Sokak szerint azonban a botrányok csak növelték a film népszerűségét.
Camille Paglia biszexuális amerikai irónőt egyáltalán nem zavarta a film, éppen ellenkezőleg, egyik kedvencének tartja és a film DVD változatához egy audiókommentárt is készített. A feminista írónő, Naomi Wolf szintén védelmébe vette, mivel a film nem elsősorban a homoszexualitásról és a leszbikusokról szól.

## Filmzene
Amikor Curran, Tramell és Roxy egy belvárosi klubban mulatnak, két szám hallható: a Blue, amelyet a francia LaTour ad elő és a Rave the Rhythm, a Channel X előadásában. A filmben elhangzik még: Movin’ On Up (Jeff Barry és Janet DuBois). A filmzene 1992-ben jelent meg és mérsékelt sikert aratott.

## Kulturális hatás és folytatás
A filmnek jelentős hatása volt a főszereplőket alakító színészek pályafutására is. Sharon Stone számára ez jelentette az áttörést, és  Michael Douglas leáldozóban levő karrierjének is új lökést adott. Jeanne Tripplehorn is részesült a film sikeréből, ahogy a filmben szintén szereplő Mitch Pileggi is. 
Az Elemi ösztön megjelenése óta nagy hatással volt a modern filmkultúrára és a médiára. Sok kritikus szerint a film sikerének köszönhető, hogy utána több olyan erotikus thriller jelent meg, amiben megjelenik a csábító femme fatale alakja, aki kapcsolatba kerül a sebezhető férfival és ez végül macska-egér harccá fajul. Hamarosan számos erotikus thrillert és drámát adtak ki, többek között olyan filmeket inspirált, mint a Dermesztő szenvedélyek (1992), A tanú teste (1994), Az éj színe (1994),  a Showgirls (1995), az Eredendő bűn (2002) és a Femme Fatale (2002). Ezen filmek jellemzője, hogy egy domináns, szexi nőt állítanak a középpontba, aki szexuális vonzerejét használha fel a férfiak (és esetenként nők) ellen.
Hosszú ideig tartó jogi csatározások után 2005-ben kezdték forgatni az Elemi ösztön 2. című folytatást Londonban. Bár Stone ismét elvállalta Tramell szerepét, de a két filmnek nincs sok köze egymáshoz. Tramell londoni apartmanjában lakik és ismét bajba kerül az angol hatóságokkal. A Scotland Yard az ismert pszichiátert, Dr. Michael Glass-t (David Morrissey) bízza meg elmeállapotának felmérésvel. Glass is Tramell áldozata lesz. A film 2006-ban jelent meg, de mind a kritikusok, mind a közönség fogadtatása negatív volt, világszerte csak 39 millió dollár bevételt hozott. Megjelenése után Stone bejelentette, hogy szeretné elkészíteni a harmadik részt is, de a terv egyelőre nem valósult meg.

## Könyvben
- Elemi ösztön. Richard Osborne regénye Joe Eszterhas filmforgatókönyve alapján (Basic instinct); fordította: Both Vilmos; InterCom, Budapest, 1992

## Fordítás
- Ez a szócikk részben vagy egészben  a   Basic Instinct című angol Wikipédia-szócikk fordításán alapul.  Az eredeti cikk szerkesztőit annak laptörténete sorolja fel. Ez a jelzés csupán a megfogalmazás eredetét és a szerzői jogokat jelzi, nem szolgál a cikkben szereplő információk forrásmegjelöléseként.